# Měnírna Rokoska
Měnírna Rokoska v Libni v Praze je bývalá tramvajová měnírna, která stojí v ulici V Holešovičkách u křižovatky Vychovatelna pod areálem Nemocnice na Bulovce. Bylo zahájeno řízení o prohlášení stavby kulturní památkou České republiky.

## Historie
Budovu měnírny pro Elektrické podniky hlavního města Prahy navrhl architekt Eduard Hnilička a v letech 1937–1940 postavila firma Františka Strnada. Sloužila pro tramvajové linky do Ďáblic a Kobylis a zároveň pro nemocnici Na Bulovce.
Byla plně automatizovaná a dálkově ovládaná z holešovické elektrárny. Pro pohon pražských tramvají měnila střídavý proud na stejnosměrný - pomocí dvou rtuťových usměrňovačů upravovala přivedené „střídavé vn 6 kV a 22 kV na stejnosměrné nn 600 V“. V Zenklově ulici (dříve Fügnerova) jezdily tramvaje již v letech 1910–1914, do Kobylis byly zavedeny koncem 30. let 20. století společně s vybudováním vozovny Kobylisy a přivedením tramvají od západu ulicí V Holešovičkách z Buben a Holešovic. Rtuťové usměrňovače byly v roce 1968 vyměněny za polovodičové.
Měnírna a transformační stanice sloužila svému původnímu účelu do roku 1996, o rok později byla vyřazena z provozu a nahrazena novými měnírnami Rokoska (severně u Zenklovy ulice) a Trojská (uvedena do provozu v roce 1998). Uvažovalo se o zřízení expozice PRE a.s. v prostorách stavby; prozatím je bez využití.